# Nyctiphrynus rosenbergi
Nyctiphrynus rosenbergi là một loài chim trong họ Caprimulgidae.